# 安養寺 (刈谷市)
安養寺（あんようじ）は、愛知県刈谷市熊野町6丁目25にある真宗大谷派の寺院。山号は海上山。本尊は阿弥陀如来。寺宝には親鸞聖人御影や蓮如上人筆六字名号などがある。

## 歴史

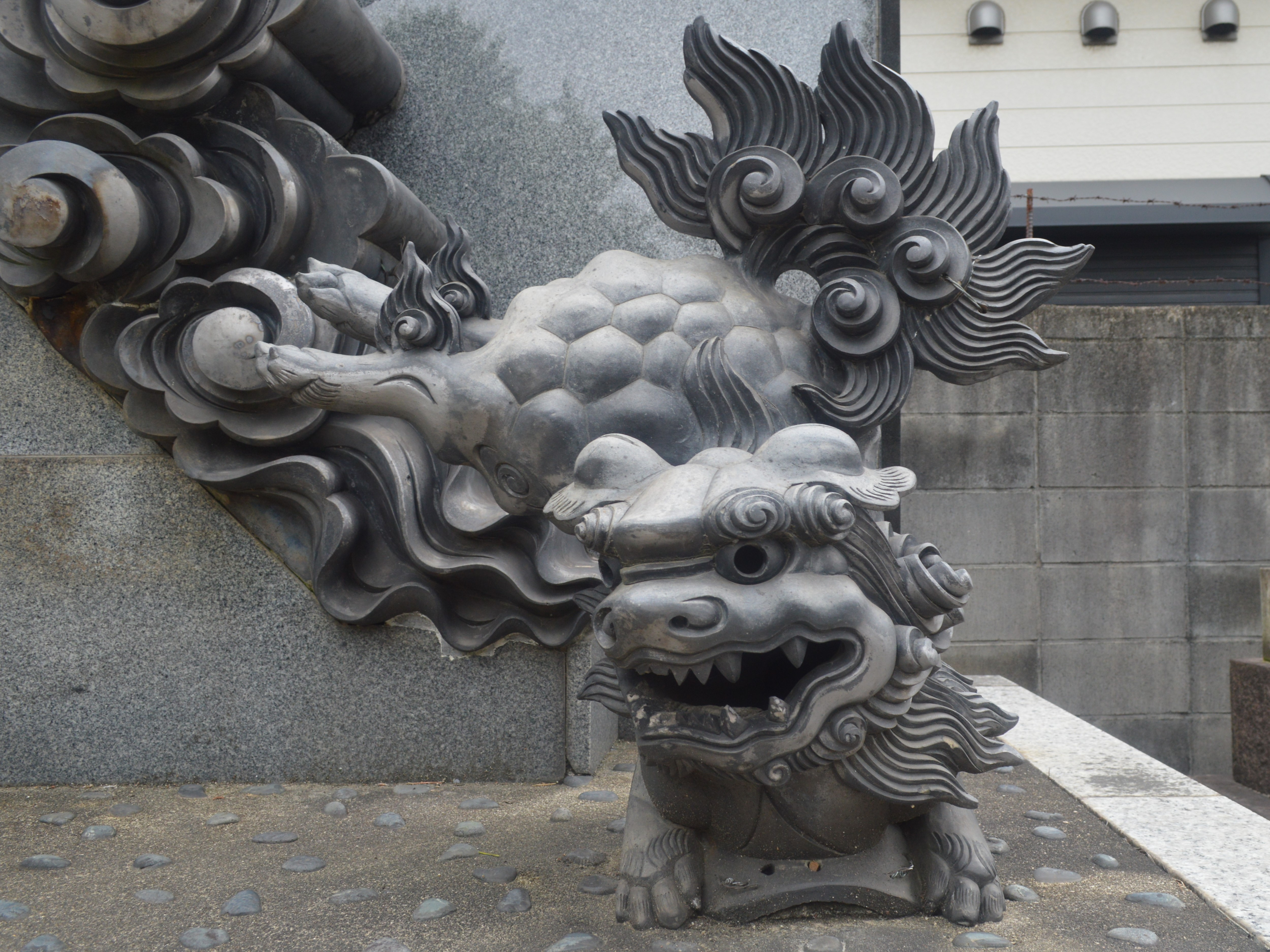
永坂杢兵衛作の獅子留蓋瓦

### 中世
文亀3年（1503年）に僧の養厳が八幡山に一宇を建立して専光坊と称した。もとは天台宗の寺院であり、熊野三社大権現を本尊としていた。

### 近世
慶長9年（1604年）、法珍が東本願寺の教如によって浄土真宗に改宗し、現在地に移転して寺名を安養寺に改めた。法珍は中興の祖とされる。珍恵は天台宗時代の本尊だった熊野三社大権現を熊野堂（おくまんどう）に移した。
天保3年（1833年）には本堂が再建された。山門や鐘楼堂は本堂より前に建てられた建物である。現在の境内には旧本堂の鬼瓦が置かれており、獅子留蓋瓦には「棚尾村 瓦師杢兵衛作」（永坂杢兵衛）と刻まれている。

### 近現代
明治維新期に神仏分離がなされた際、刈谷藩藩主の土井利教の命により、熊野社に祀ってあった熊野三尊仏は安養寺に遷座した。1922年（大正11年）8月、「河目正平先生之碑」が建立された。河目正平は刈谷藩藩校である文礼館の教師などを務めた人物であり、童画家の河目悌二の父である。

## 境内

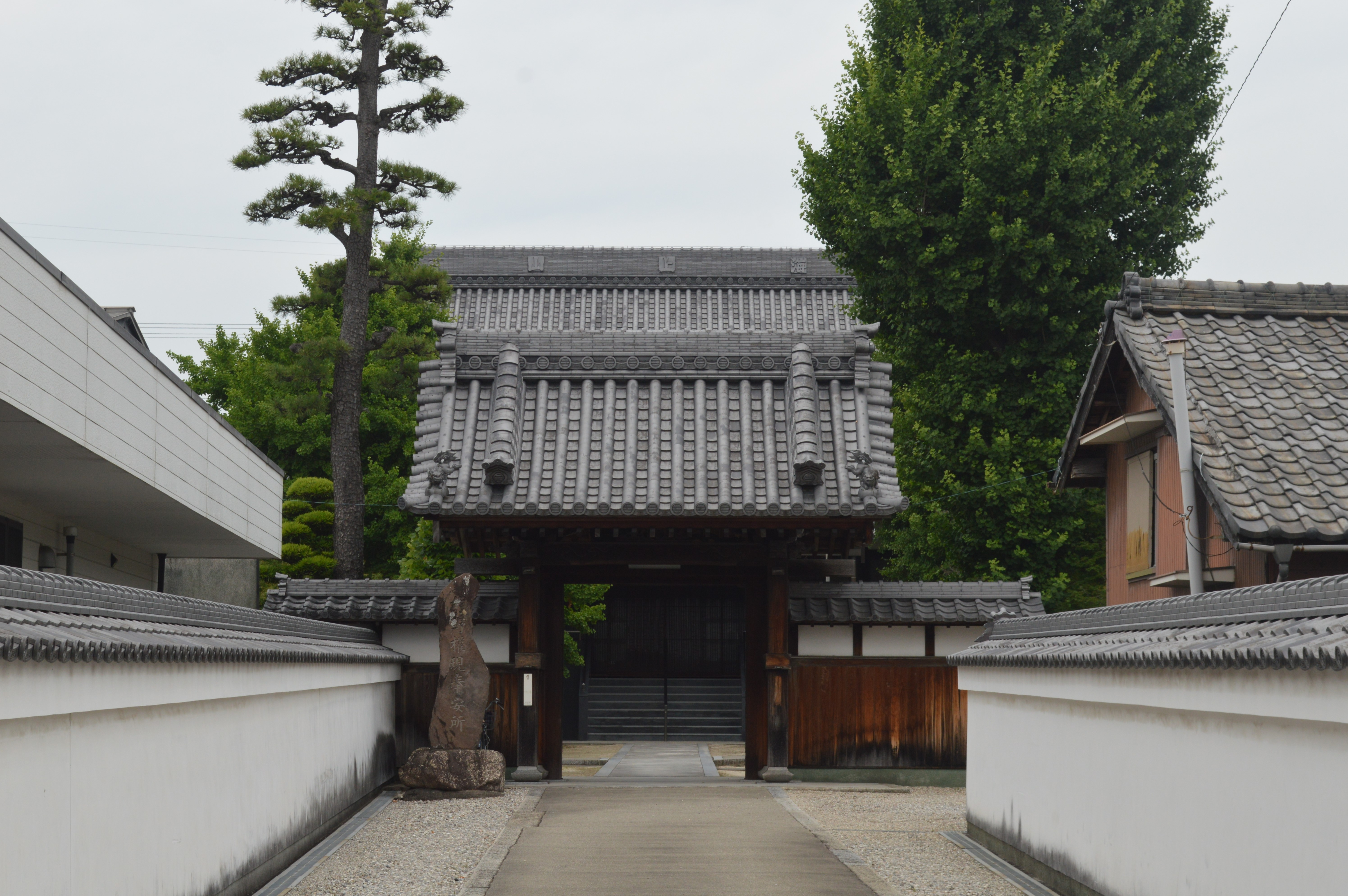
山門

- 本堂
- 書院
- 庫裏
- 山門

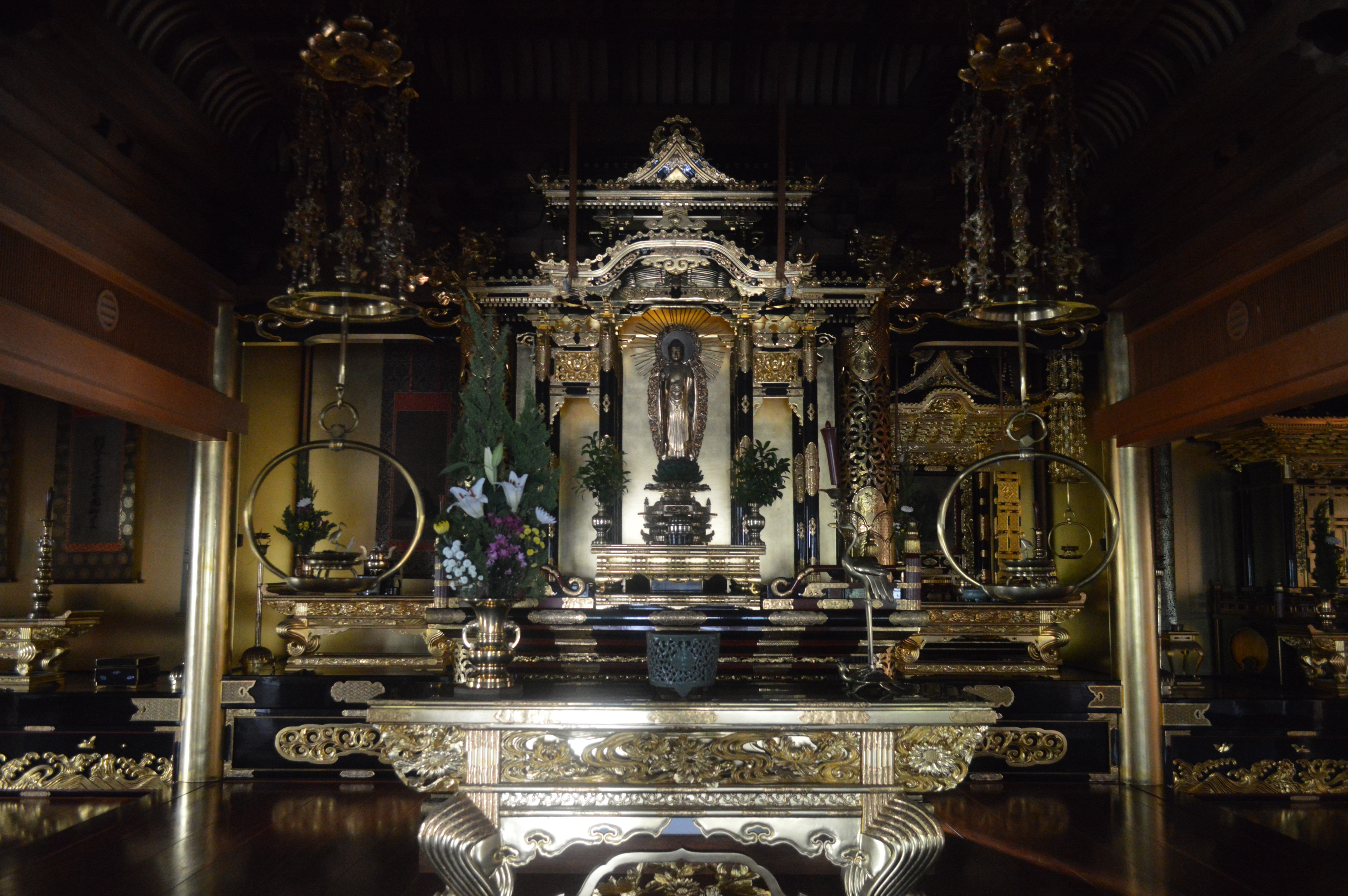
内陣
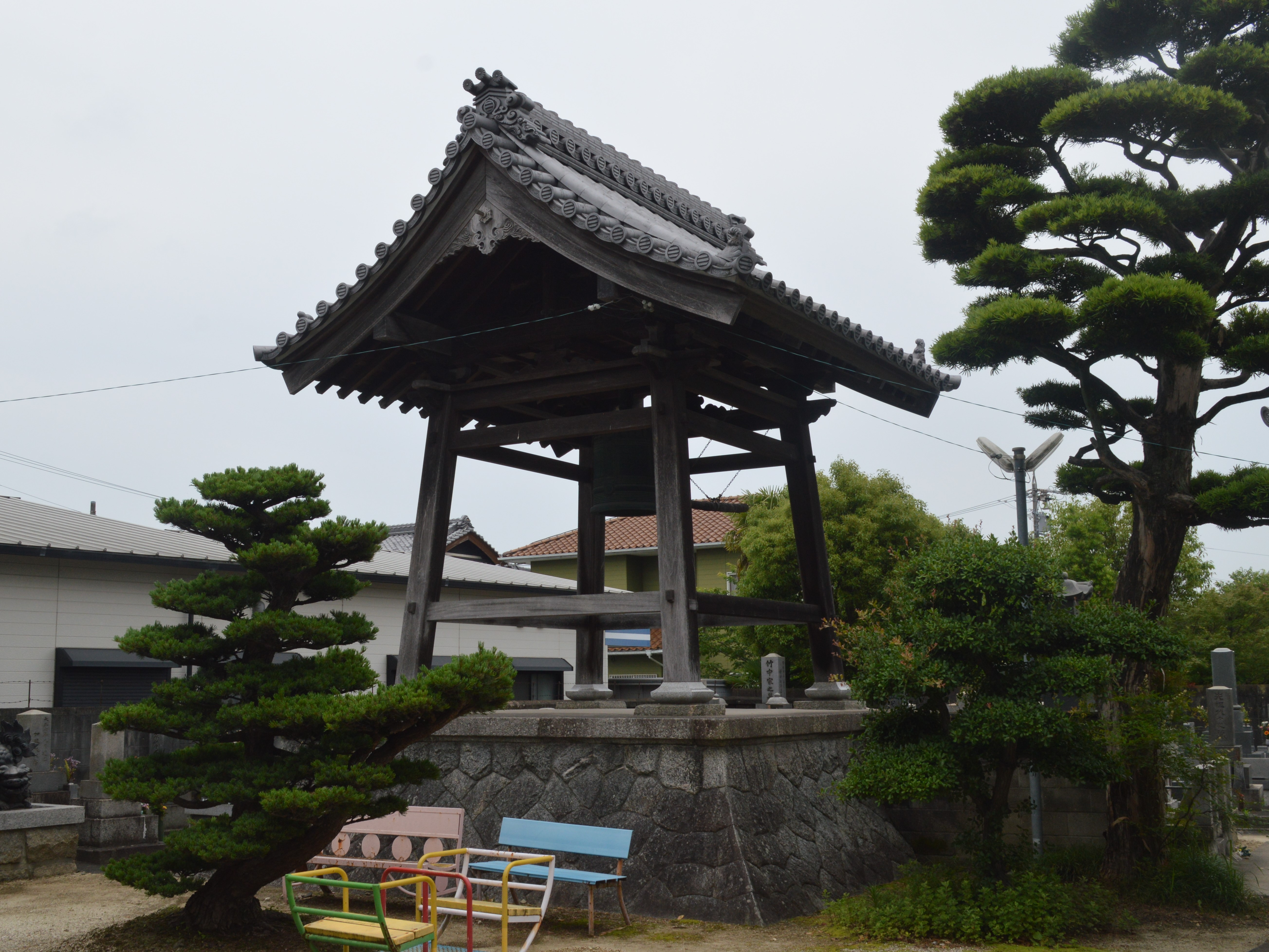
鐘楼堂
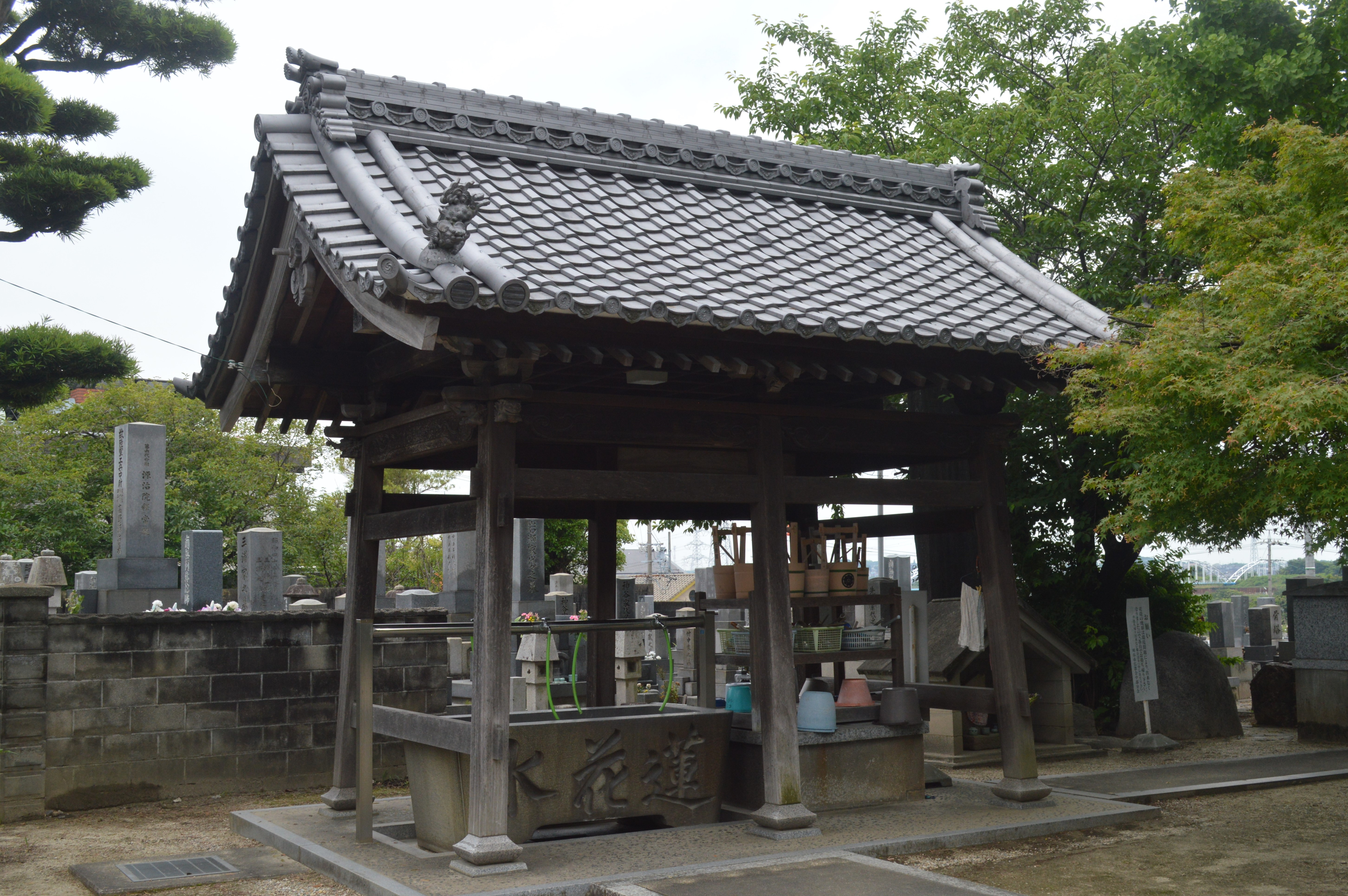
手水舎
- 河目正平先生之碑

- 内陣
- 鐘楼堂
- 手水舎

### 河目正平

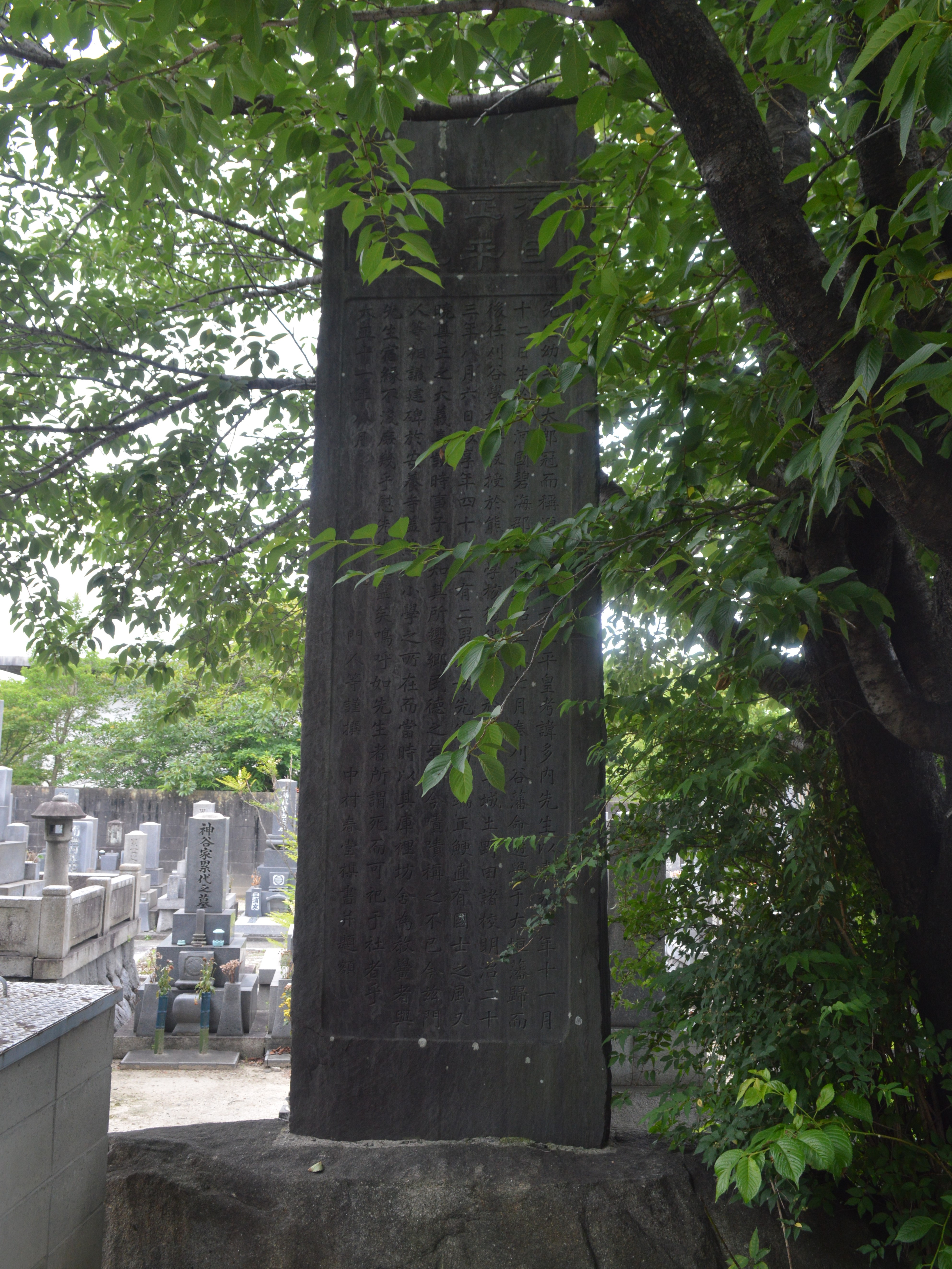
河目正平先生之碑

嘉永2年（1849年）11月12日、河目正平は三河国碧海郡熊村（現在の愛知県刈谷市）に生まれた。幼名は幸太郎であり、後に源吾と称し、やがて正平に改めた。刈谷藩の藩校である文礼館の教師を務めていた。1870年（明治3年）7月、刈谷藩の命で大垣藩に遊学し、帰郷すると刈谷学校（現・刈谷市立亀城小学校）、熊村学校、高浜学校（現・高浜市立高浜小学校）、野田学校（現・刈谷市立双葉小学校）で教員を務めた。1890年（明治23年）8月6日に40歳で死去した。河目には二男二女があった。1922年（大正11年）8月、門人らによって安養寺に石碑が建立された。
河目正平の子には河目揆一や河目悌二などがいる。長男の河目揆一は1914年（大正3年）まで小高原尋常小学校（現・刈谷市立小高原小学校）の校長を務め、1914年（大正3年）から明治第四尋常小学校（後の和泉小学校、現・安城市立丈山小学校）の校長を務めた。
二男の河目悌二は1889年（明治22年）8月6日に生まれ、1913年（大正2年）に東京美術学校（現・東京芸術大学）洋画科を卒業すると、小林商店（現・ライオン）などで図案家として活躍した。1937年（昭和12年）に小林商店を退社し、戦中にも児童誌の挿絵画家として活動した。

## 現地情報
所在地
- 愛知県刈谷市熊野町6丁目25

交通アクセス
- JR東海道本線逢妻駅から徒歩